# Lombardei-Rundfahrt 2013
Die Lombardei-Rundfahrt 2013 war die 107. Ausgabe des italienischen Eintages-Straßenradrennen in der Lombardei. Es fand am 6. Oktober 2013 von Bergamo nach Lecco über eine Distanz von 242 km statt. Joaquim Rodríguez gewann das Rennen zum zweiten Mal in Folge, nachdem er am letzten Anstieg des Tages angegriffen hatte. Alejandro Valverde wurde Zweiter vor Rafał Majka.

## Teilnehmende Mannschaften
Automatisch startberechtigt waren die 19 UCI ProTeams. Zusätzlich wurden sechs UCI Professional Continental Teams eingeladen.
| ProTeams (19)- AG2R La Mondiale - Argos-Shimano - Astana - Belkin - BMC Racing Team - Cannondale Pro Cycling - Euskaltel-Euskadi - FDJ.fr - Garmin Sharp - Katusha - Lampre-Merida - Lotto-Belisol - Movistar Team - Omega Pharma-Quick Step - Orica-GreenEDGE - RadioShack-Leopard - Saxo-Tinkoff - Sky - Vacansoleil-DCM Professional Continental Teams (6)- Androni Giocattoli-Venezuela - Colombia - Team Europcar - IAM Cycling - MTN-Qhubeka - NetApp-Endura |
| |

## Ergebnis
| Platz | Fahrer             | Nation | Team                         | Zeit          | WorldTour- Punkte |
| ----- | ------------------ | ------ | ---------------------------- | ------------- | ----------------- |
| 01.   | Joaquim Rodríguez  | ESP    | Katusha                      | 6:10:18":26 h | 100               |
| 02.   | Alejandro Valverde | ESP    | Movistar                     | + 17"         | 080               |
| 03.   | Rafał Majka        | POL    | Team Saxo-Tinkoff            | +23"          | 070               |
| 04.   | Daniel Martin      | IRL    | Garmin Sharp                 | +45"          | 060               |
| 05.   | Enrico Gasparotto  | ITA    | Astana Pro Team              | gleiche Zeit  | 050               |
| 06.   | Daniel Moreno      | ESP    | Katusha                      | +55"          | 040               |
| 07.   | Pieter Serry       | BEL    | Omega Pharma-Quick Step      | gleiche Zeit  | 030               |
| 08.   | Franco Pellizotti  | ITA    | Androni Giocattoli-Venezuela | gleiche Zeit  | 020               |
| 09.   | Mauro Santambrogio | ITA    | BMC Racing Team              | gleiche Zeit  | 010               |
| 10.   | Bauke Mollema      | NED    | Belkin-Pro Cycling Team      | gleiche Zeit  | 004               |